# Aphrodes albigera
Aphrodes albigera är en insektsart. Aphrodes albigera ingår i släktet Aphrodes och familjen dvärgstritar.

## Underarter
Arten delas in i följande underarter:
- A. a. salinus
- A. a. kirschbaumi
- A. a. nudus
- A. a. deleta